# Clase Kaiser (1875)
La Clase Kaiser de fragatas blindadas estaba compuesta por dos unidades asignadas a la Marina Imperial Alemana.

## Historial
Ambos buques fueron asignados en 1875. El Kaiser y el Deutschland sirvieron en tareas coloniales hasta la entrada en el siglo XX. 
En 1904, ambos buques fueron destinados a tareas en puerto. El Deutschland fue utilizado como buque objetivo en 1906. Fue desguazado en 1908 y el Kaiser en 1920.